# TSV Bad Königshofen

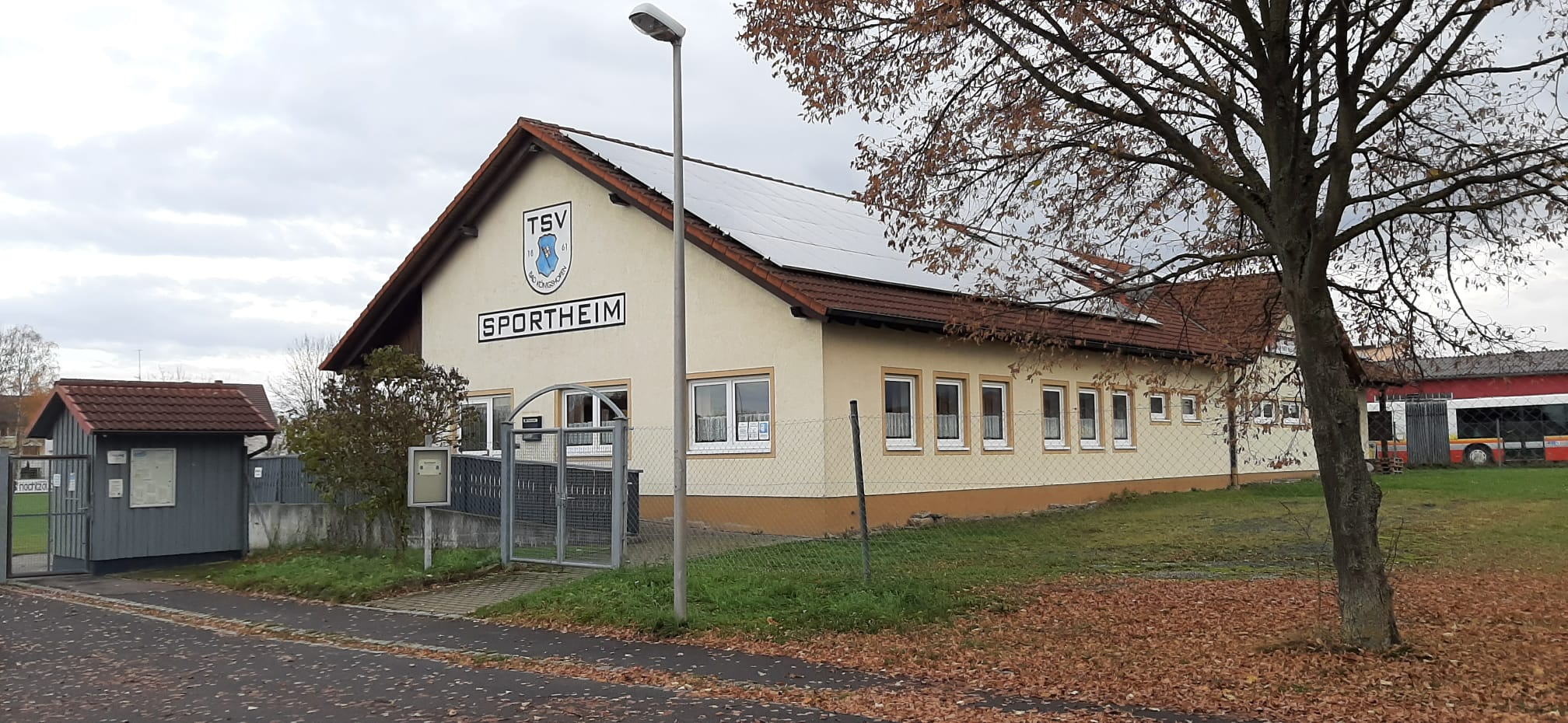
Sportheim des TSV Bad Königshofen

Der TSV Bad Königshofen ist ein 1861 gegründeter Sportverein aus Bad Königshofen im Grabfeld, dessen Tischtennisabteilung seit der Saison 2017/18 in der Bundesliga spielt. Weitere angebotene Sportarten umfassen Turnen, Basketball und Fußball.

## Tischtennis

### Herren
| Kader der ersten Mannschaft | Kader der ersten Mannschaft | Kader der ersten Mannschaft | Kader der ersten Mannschaft | Kader der ersten Mannschaft | Kader der ersten Mannschaft |
| --------------------------- | --------------------------- | --------------------------- | --------------------------- | --------------------------- | --------------------------- |
| 2016/17                     | Ort                         | Oikawa                      | K. Yoshimura                | Željko                      | Výborný                     |
| 2017/18                     | Ort                         | Oikawa                      | Jorgić                      | Željko                      |                             |
| 2018/19                     | Ort                         | Oikawa                      | Majoros                     | Željko                      |                             |
| 2019/20                     | Ort                         | Oikawa                      | Steger                      | Željko                      |                             |
| 2020/21                     | Ort                         | Salifou                     | Steger                      | Željko                      |                             |
| 2021/22                     | Ort                         | Grebnew                     | Steger                      | Željko                      |                             |
| 2022/23                     | Ort                         | Uda                         | Steger                      | Željko                      | Allegro                     |
| 2023/24                     | Ort                         | Ueda                        | Steger                      | Željko                      | Allegro                     |
| 2024/25                     | Ort                         | Ueda                        | Steger                      | Željko                      | Allegro                     |

Nach der Saison 2011/12 stieg die Herrenmannschaft des TSV mit 18 Siegen aus 18 Spielen aus der Oberliga Bayern in die Regionalliga Süd auf. In der Folgesaison gelang mit 17 Siegen und einem Unentschieden wiederum der direkte Aufstieg in die 2. Bundesliga Süd. 2012/2013 belegte Bad Königshofen den dritten Platz in der Bundesliga Süd. In der neu gegründeten gesamtdeutschen 2. Bundesliga folgte Saison 2014/15 der sechste Platz. In die Saison 2015/16 startete der TSV mit vier Niederlagen und zwei Unentschieden aus den ersten sechs Spielen und beendete die Hinrunde auf dem achten von zehn Plätzen. Im Anschluss wurde jedoch kein Spiel mehr verloren. Am letzten Spieltag der Saison wurde Bad Königshofen durch einen Sieg über den direkten Konkurrenten TTC indeland Jülich Meister der 2. Bundesliga, verzichtete aber auf einen Aufstieg. In der Saison 2016/2017 erreichte man erneut den ersten Platz und nahm diesmal das Aufstiegsrecht wahr. Der Zuschauerschnitt betrug in der Saison über 400, ligenübergreifend die drittmeisten hinter Borussia Düsseldorf und dem TTC RhönSprudel Fulda-Maberzell.
Der erste Sieg in der obersten Spielklasse gelang am 5. Spieltag der Saison 2017/2018 gegen den TTC Zugbrücke Grenzau. Mit fünf Siegen belegte der Verein am Ende der Spielzeit den neunten Platz – zwischendurch hatte er auf Rang 7 gestanden. Der TSV kam dabei auf einen Zuschauerschnitt von 723, was mehr als 10 Prozent von Bad Königshofens Einwohnerzahl entsprach,  und konnte nur von Borussia Düsseldorf übertroffen werden.
Jorgić verließ den Verein nach der Saison 2017/2018 und wurde für die Saison 2018/2019 durch Bence Majoros ersetzt. Dieser spielte zwar weniger erfolgreich als sein Vorgänger und nach der Saison kam für ihn Bastian Steger. Ort und Oikawa konnten sich dafür deutlich steigern (von 3:11 auf 10:9 sowie von 9:17 auf 18:9), sodass Bad Königshofen 2019 den achten von elf Plätzen erreichte. 2020 belegte das Team Rang 9 von 12 – Ort hatte auch verletzungsbedingt nur zehn Einsätze absolvieren können –, für Oikawa kam danach der Franzose Abdel-Kader Salifou. Nach einem weiteren achten Platz schloss sich für Salifou 2021 Maxim Grebnew dem Verein an, der 2022 wiederum durch  Yukiya Uda und Martin Allegro ersetzt wurde. In dieser Besetzung wurde in der TTBL-Saison 2022/23 der sechste Platz erreicht, das bis dahin beste Ergebnis für den Verein. Zur nächsten Saison verließ Uda Bad Königshofen, für ihn kam Jin Ueda. 2024 belegte Königshofen so den dritten Platz und kam zum ersten Mal in die Play-offs, wo das Halbfinale – nach einem 3:1-Erfolg in der ersten Partie – gegen Düsseldorf verloren wurde.

### Damen
In den 1980er Jahren war auch eine Damenmannschaft in den oberen Spielklassen aktiv. 1982 gelang der Aufstieg in die 2. Bundesliga Süd. Hier musste das Team am Ende der Saison 1982/83 wieder absteigen. Ein Jahr später gelang der Wiederaufstieg. Diesmal konnte man zwei Jahre lang die Klasse halten, am Ende der Saison 1985/86 zwang der letzte Platz erneut zum Abstieg.

## Fußball

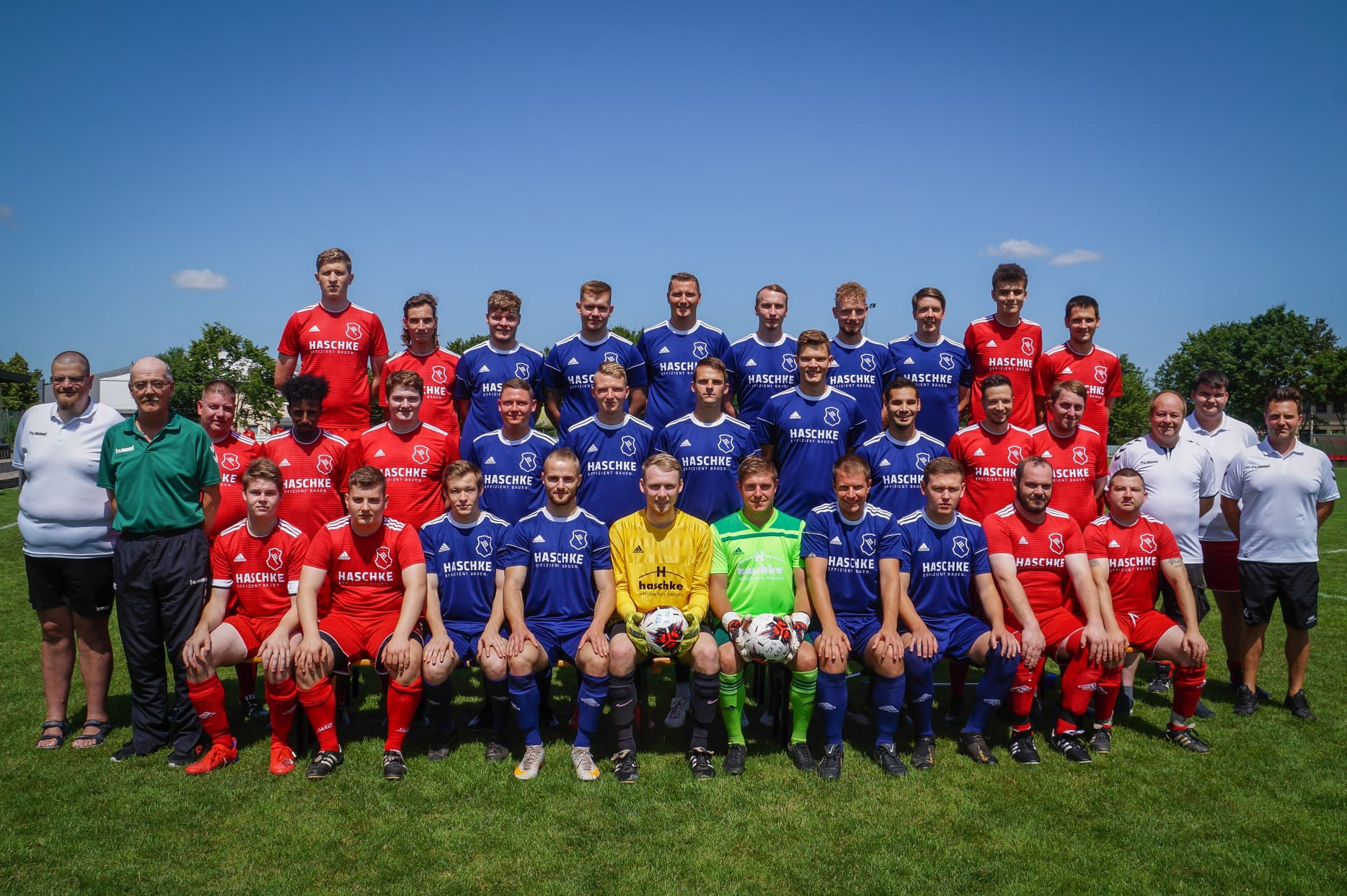
Mannschaftsfoto der ersten und zweiten Mannschaft vom TSV Bad Königshofen

Der TSV Bad Königshofen spielt mit seiner ersten Männer-Mannschaft in der Saison 2021/22 in der Kreisliga Rhön. Trainer ist aktuell Alexander Leicht, unterstützt von seinem spielenden Co-Trainer Florian Zirkelbach und Jan Harich.  Der größte Erfolg der letzten 10 Jahre waren die zwei Relegationsspiele für den Aufstieg in die Landesliga in der Saison 2012/13. Dabei hat der TSV Bad Königshofen im ersten Spiel den FC Gerolzhofen schlagen können, jedoch das zweite Spiel gegen den FC Viktoria Kahl verloren. Die zweite Mannschaft, die eine Spielgemeinschaft mit der DJK Kleinbardorf bildet, spielt in der B-Klasse Rhön 4. Zudem hat der TSV Bad Königshofen zahlreiche Jugendmannschaften.